# Javi Fuego
Javier Javi Fuego Martínez (Spanyolország, Siero, 1984. január 4. –) spanyol labdarúgó, a Villarreal CF középpályása.

## Pályafutása

### Rayo Valecano
2010-ben Fuego aláírt a másodosztályban szereplő Rayo Vallecanohoz. A szezon végén 2. helyen végzett az együttes, így feljutottak az élvonalba. A következő kiírásokban sikerült bennmaradnia a csapatnak, köszönhetően Fuegonak, aki csak nagyon ritkán hiányzott.

### Valencia
2013 januárjában bejelentették, hogy nem hosszabbítja meg a szerződését a klubbal. A Valenciához jelentkezett át három évre. Augusztus 17-én debütált a Málaga CF elleni meccsen.

### RCD Espanyol
2016. augusztus 13-án Fuego hároméves szerződést kötött az RCD Espanyollal.

## Kitüntetés
- Mediterrán játékok - 2005